# カジノ・オーストリア
カジノ・オーストリア（英語: Casinos Austria AG）は、オーストリアのカジノを運営する国営企業。1934年創業のカジノ運営会社としては世界唯一の国営企業である。オーストリア、ドイツなどのヨーロッパやパレスチナ、エジプトなど世界35ヵ国においてカジノや娯楽施設の運営を行なっている。
また、子会社カジノ・オーストリア・インターナショナルは、グループの国際的活動を統括する目的で1976年に設立された企業であり、ルツェルン、ケアンズ、ベオグラード、ブリュッセルにおいてカジノリゾートを経営している。
日本へは、特定複合観光施設区域の整備の推進に関する法律の設立を受けて、長崎県佐世保市のハウステンボス敷地内に統合型リゾートを設置・運営すべくカジノ・オーストリア・インターナショナル・ジャパンを設立し、2021年8月に長崎県により事業者に選定されている。日本法人代表者は、小林幸子の夫で再生医療研究を行うTESホールディングス代表の林明男。

## 脚註
1. ↑  玉置泰紀 (2021年10月5日). “九州・長崎IRへのカジノ・オーストリアの提案内容を見る”. 日本型IRビジネスレポート. 2021年10月5日閲覧。
2. ↑  “長崎IRの第二次審査対象は残る3グループ　オシドリ、カジノ・オーストリア、NIKIの戦略は？”. 日本型IRビジネスレポート (2021年5月19日). 2021年10月5日閲覧。
3. ↑  “「長崎IR」内定のオーストリア国営カジノは「疑獄事件」の渦中　日本法人代表は「小林幸子の夫」”. デイリー新潮 (2021年9月6日). 2021年10月5日閲覧。